# 서북주릉
서북주릉(西北紬綾) 또는 서북능선은 설악산의 서쪽끝에 있는 안산에서 시작되어 대승령, 귀때기청봉을 지나 중청봉으로 이어지는 약 13km에 이르는 구간으로 설악산에 있는 능선 중에서는 가장 긴 능선이다. 남설악과 내설악을 구분하는 경계가 되기도 하는데, 남설악과 내설악을 두루 내려다볼 수 있다.